# Симон Ћер
Симон Торуп Ћер (дан. Simon Thorup Kjær; Хорсенс, 26. март 1989) јесте дански фудбалер и репрезентативац који тренутно наступа за италијански клуб Милан. Године 2009. именован је за Данског фудбалера године, а 2007. био је изабран за талента године репрезентације Данске до 19 година.

## Каријера

### Волфсбург
Интересовање за њега су показивали енглески клубови Манчестер јунајтед, Манчестер Сити и Тотенхем хотспер, као и италијански Јувентус и немачки Волфсбург. Ћер је у Волфсбург дошао 30. јуна 2010. из Палерма, а 8. јула 2010. Волфсбург га је званично купио за непознату накнаду. Верује се да је више од 10 милиона фунти. Дебитовао је против Бајерн Минхена 30. августа 2010. године, када су изгубили 2 : 1.

## Трофеји
Милан
- Серија А (1) : 2021/22.